# Placówka Straży Celnej „Kowale”

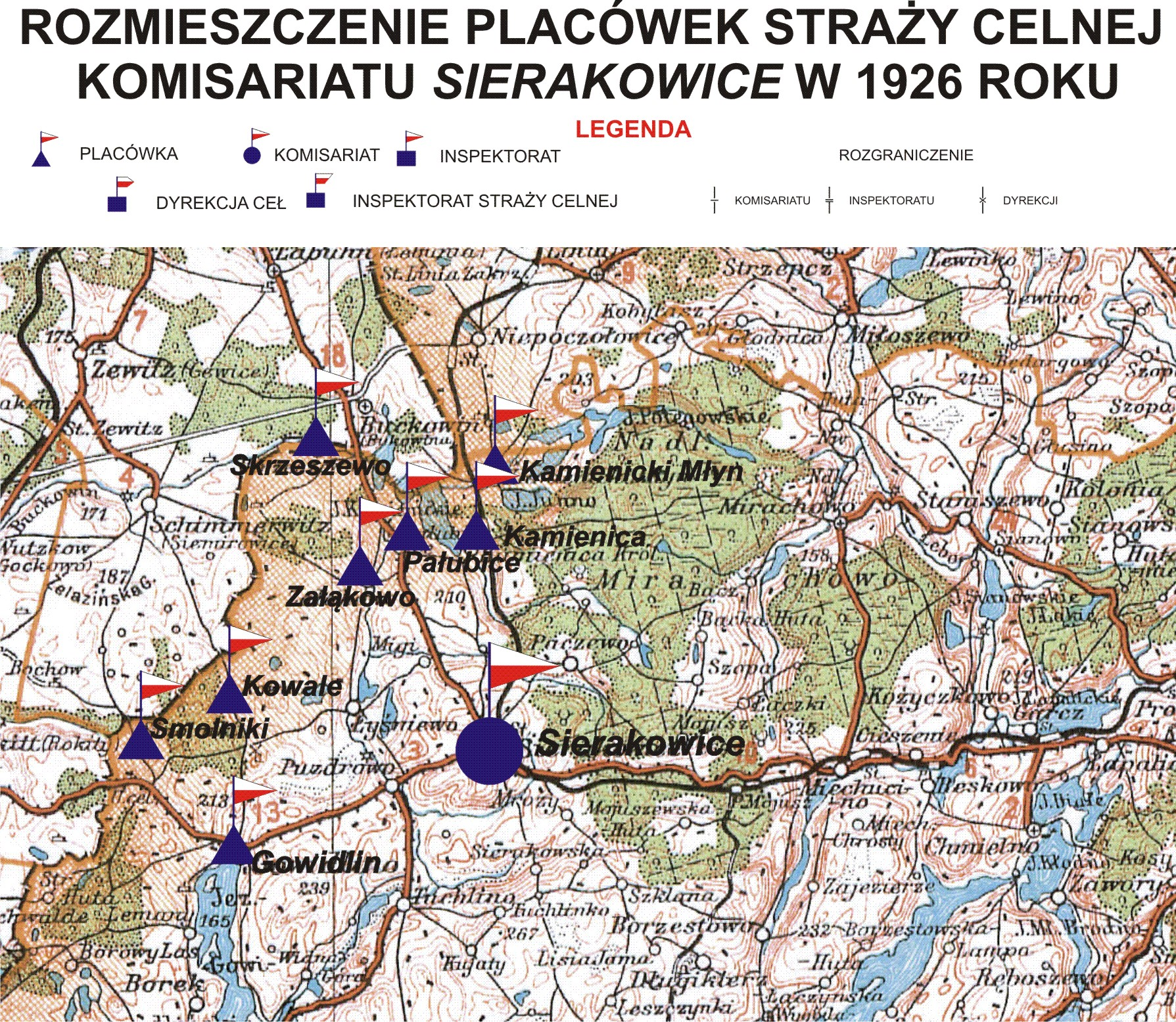
Rozmieszczenie Placówek Straży Celnej Komisariatu Sierakowice

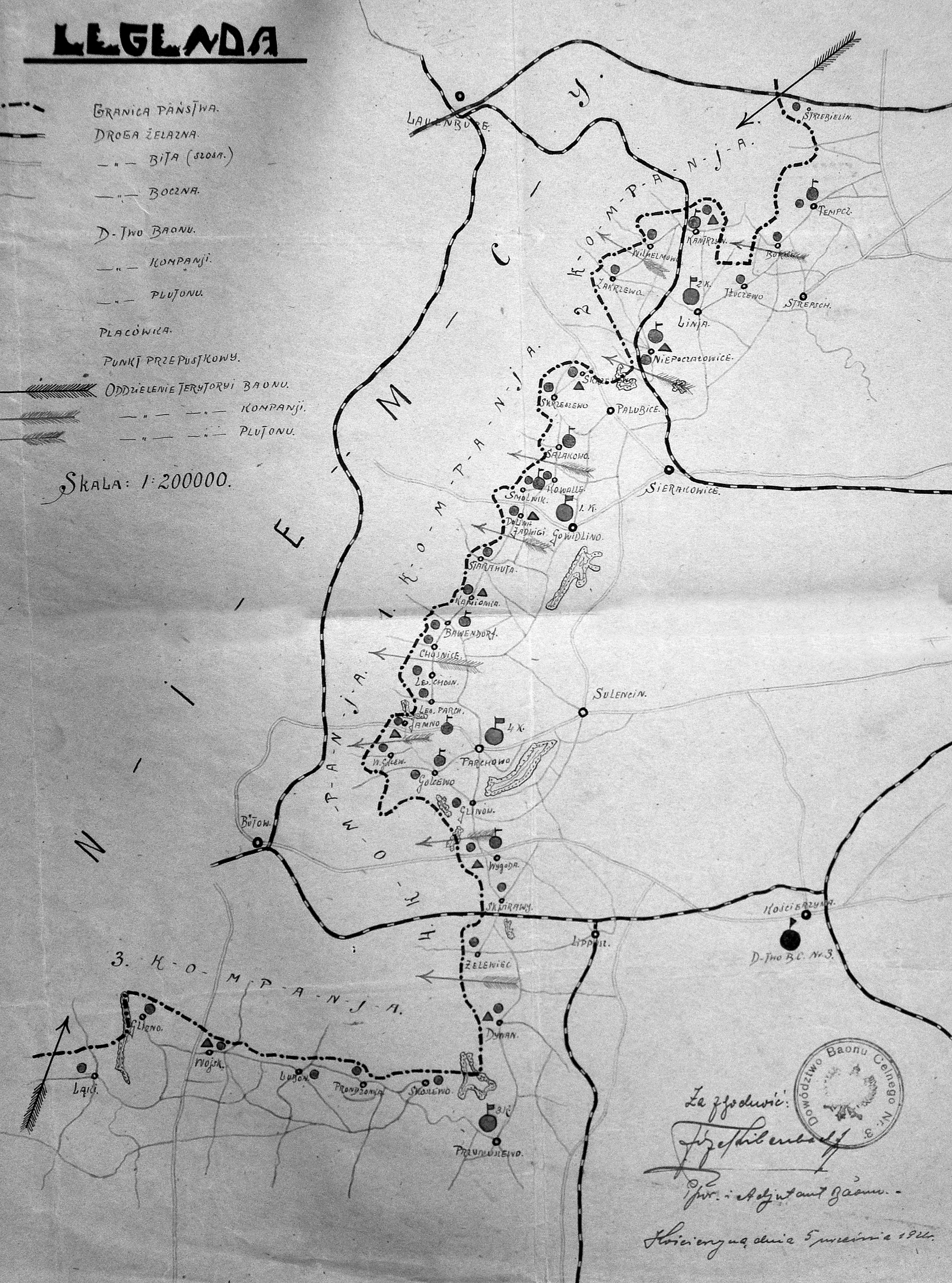
Rozmieszczenie 3 batalionu celnego

Placówka Straży Celnej „Kowale” – jednostka organizacyjna Straży Celnej pełniąca w okresie międzywojennym służbę ochronną na granicy polsko-niemieckiej.

## Formowanie i zmiany organizacyjne
Na wniosek Ministerstwa Skarbu, uchwałą z 10 marca 1920 roku, powołano do życia Straż Celną. Jednostki Straży Celnej rozpoczęły przejmowanie odcinków granicy od pododdziałów Batalionów Celnych. W 1922 roku w Gowidlinie stacjonował sztab 2 kompanii 17 batalionu celnego. 2 kompania celna wystawiła między innymi placówkę w Kowalach. Proces tworzenia Straży Celnej trwał do końca 1922 roku. Placówka Straży Celnej „Kowale” weszła w podporządkowanie komisariatu Straży Celnej „Sierakowice” z Inspektoratu SC „Kościerzyna”.
W drugiej połowie 1927 roku przystąpiono do gruntownej reorganizacji Straży Celnej. W praktyce skutkowało to rozwiązaniem tej formacji granicznej. Ochronę północnej, zachodniej i południowej granicy państwa przejęła powołana z dniem 2 kwietnia 1928 roku Straż Graniczna. W strukturach nowo powstałej formacji nie odtworzono placówki „Kowale”.

## Służba graniczna
Sąsiednie placówki
- placówka Straży Celnej „Załakowo” ⇔ placówka Straży Celnej „Gowidlino” – 1926[9]

## Funkcjonariusze placówki
Kierownicy placówki
| stopień          | imię i nazwisko, numer   | okres pełnienia służby | kolejne stanowisko |
| ---------------- | ------------------------ | ---------------------- | ------------------ |
| starszy strażnik | Feliks Młynkowiak (1950) | był w 1926             |                    |

Obsada personalna placówki w 1926:
- starszy strażnik Feliks Młynkowiak (1950)
- strażnik Stanisław Załustowicz (3087)
- strażnik Stanisław Dawidowski (1642)
- strażnik Walenty Gabryś (1717)
- strażnik Wawrzyn Dziamski (1648)